# Албрандсвард
Албрандсва́рд (нід. Albrandswaard; - [ɑlˌbrɑntsˈʋaːrt] ( прослухати)) — муніципалітет у нідерландській провінції Південна Голландія. Є частиною метрополії Роттердам-Гаага. Багато мешканців працюють та/або навчаються в Роттердамі.

## Населені пункти у складі муніципалітету
Муніципалітет складається з двох сіл — Рон (на сході) і Портюгал (на заході), останнє є адміністративним центром громади. Також на території муніципалітету розташована промислова зона Роттердам-Албрандсвард.
З 2000 року у складі села Рон виділився великий житловий масив Портланд. Серед його мешканців провели референдум, чи бажають вони виділитися в окремий населений пункт у складі муніципалітету Албрандсвард, чи бажають залишитися у складі села Рон. Більшість учасників референдуму проголосували проти виділення Портланда в окремий населений пункт.

## Історія
Муніципалітет Албрандсвард утворився у 1985 році, шляхом об'єднання окремих до того часу муніципалітетів Рон і Портюгал, при цьому частина території Портюгала відійшла до муніципалітету Роттердам. Назва громади походить від сеньйорії Албрантсвард-ен-Кейвеланден, яка колись була на цих землях.

## Географія
Албрандсвард лежить на південь від Роттердама, між річками Ньїве-Маас і Ауде-Маас. Площа муніципалітету становить 23,76 км², з яких суходолу — 21,73 км², водної поверхні — 2,03 км².

## Транспорт
По території муніципалітету пролягає автошлях N492, який переходить в автостраду А15, кільцеву дорогу Роттердама.
Обидва села муніципалітету сполучені з Роттердамом метрополітеном (лінія D). Також діє низка міжміських автобусних маршрутів: № 79, № 82, № 183, № 283, та нічний автобус B7.

## Політика
Управління муніципалітетом здійснюють муніципальна рада з 21 депутата і бургомістр, при якому є діє рада олдерменів.
Місця в раді розподілені поміж політичними партіями наступним чином:
| Партія                                  | 2006 | 2010   | 2014   |
| --------------------------------------- | ---- | ------ | ------ |
| Народна партія за свободу і демократію  | 4    | 5      | 6      |
| EVA                                     | 5    | 7      | 5      |
| Ouderen Politiek Actief                 | —    | —      | 3      |
| Партія праці                            | 4    | 3      | 2      |
| Християнський союз/Реформістська партія | 2    | 2      | 2      |
| NAP                                     | 3    | 1      | 2      |
| Приклад                                 | 1    | 1      | 1      |
| Усього                                  | 19   | 19     | 21     |
| Явка виборців                           | н/д  | 54,6 % | 52,6 % |

Бургомістром Албрандсварда з 17 червня 2013 року є Ханс-Кристоф Вагнер з Партії праці.
До 2006 року муніципальна рада базувалася в селі Рон, а з осені 2006 року діє в новому офісному центрі в селі Портюгал. Існує проект з будівництва нової ратуші у східній частині Рона.

## Культура
На території муніципалітету Албрандсвард розташовано 30 національних пам'яток (більшість з них — у селі Рон) і 3 воєнні меморіали.
Серед туристичних цікавинок можна зазначити:
- замок Рон (Kasteel van Rhoon), зведений 1432 року;
- будинок Хейс-те-Пендрехт (Huis te Pendrecht), зведений 1625 року;
- заповідник Carnisse Grienden.